# Cercopis lineolata
Cercopis lineolata är en insektsart som beskrevs av Gmelin 1789. Cercopis lineolata ingår i släktet Cercopis och familjen spottstritar. Inga underarter finns listade i Catalogue of Life.